# Huệ Thi
Huệ Thi (惠施) (370 TCN-310 TCN) là 1 nhà triết học cổ đại Trung Quốc thuộc phái Danh gia. Ông từng làm tướng quốc cho Ngụy Huệ Thành vương và là người nổi tiếng hiểu sâu biết rộng về mọi mặt và giỏi biện luận. Được người đời tôn xưng là Huệ Tử (惠子).

## Thân thế
Huê Thi là người nước Tống. Ông là tướng quốc của nước Ngụy thời Chiến Quốc.

## Mười mệnh đề của Huệ Tử
Đương thời, khi trao đổi với Trang Tử, Huệ tử đã đề cập tới mười chuyện ngịch lí của thế gian:

### Hán âm
1. Chí đại vô ngoại, vị chi đại nhất; chí tiểu vô nội, vị chi tiểu nhất. (至大無外，謂之大一；至小無內，謂之小一)
2. Vô hậu, bất khả tích dã, kỳ đại thiên lý. (無厚，不可積也，其大千里)
3. Thiên dữ địa ti, sơn dữ trạch bình. (天與地卑，山與澤平)
4. Nhật phương trung phương nghễ, vật phương sinh phương tử. (日方中方睨，物方生方死)
5. Đại đồng nhi dữ tiểu đồng dị, thử chi vị «tiểu đồng dị»; vạn vật tất đồng tất dị, thử chi vị «đại đồng dị». (大同而與小同異，此之謂 «小同異»；萬物畢同畢異，此之謂 «大同異»)
6. Nam phương vô cùng nhi hữu cùng. (南方無窮而有窮)
7. Kim nhật thích việt nhi tích lai. (今日適越而昔來)
8. Liên hoàn khả giải dã. (連環可解也)
9. Ngã tri thiên hạ chi trung ương, Yên chi bắc Việt chi nam thị dã. (我知天下之中央，燕之北 、越之南是也)
10. Phiếm ái vạn vật, thiên địa nhất thể dã. (泛愛萬物，天地一体也)

### Dịch nghĩa
1. Cái cực lớn và không có gì ở ngoài nó thì gọi là lớn nhất, cái cực nhỏ và không có gì ở trong nó thì gọi là nhỏ nhất.
2. Cái không có bề dày và không thể bị chồng lên thì lớn một ngàn dặm.
3. Trời thấp như đất. Núi ngang với đầm.
4. Mặt trời đứng bóng thì nghiêng. Vật vừa sinh là vừa chết.
5. Sự đại đồng (giống nhau nhiều) khác với sự tiểu đồng (giống nhau ít), đó gọi là «tiểu đồng dị» (sự khác biệt của sự giống nhau ít). Mọi vật hoàn toàn giống nhau hay hoàn toàn khác nhau, đó gọi là «đại đồng dị» (sự khác biệt của sự giống nhau nhiều).
6. Phương nam vô cùng tận mà lại cùng tận.
7. Hôm nay tôi đến nước Việt và hôm qua tôi đến đó.
8. Vật liên kết có thể bị tách rời ra.
9. Tôi biết trung ương của thiên hạ: nó ở phía bắc nước Yên và phía nam nước Việt.
10. Hễ yêu khắp vạn vật, thì trời và đất hợp thành một thể.

## Viếng tang vợ Trang tử
Vợ Trang tử chết, Huệ Thi đến viếng, thấy Trang tử ngồi duỗi hai chân, tay gõ nhịp vào bàn mà ca hát. Huệ Thi bảo: "Mình ăn ở với người ta, có con với người ta. Bây giờ người ta già, người ta chết, không khóc cũng còn được đi, lại còn gõ bàn mà hát, chẳng quá lắm ru?".
Trang tử đáp:
| “ | Không phải thế. Lúc nhà tôi mới mất, tôi cũng như mọi người thương tiếc lắm chứ. Nhưng xét lại hồi trước thì vốn không có sinh, chẳng những không có sinh mà vốn không có hình, chẳng những không có hình mà vốn lại không có khí, con người ta chẳng qua chỉ là tạp chất biến hóa ra có khí, khí biến hóa mà có hình,hình biến hóa mà hóa ra có sinh, có sinh lại biến mà hóa ra có tử. Có khác nào xuân hạ thu đông, bốn mùa cứ tuần hoàn đi lại không? Và lại chết là về với tạo hóa. Người ta yên nghỉ nơi cự thất, thế mà còn theo đuổi, khóc lóc thì hóa ra ta không biết mạng trời ư? Cho nên tôi không khóc nữa. | ” |